# Gonzalo Canale
Gonzalo Javiér Canale (Córdoba, 11 novembre 1982) è un ex rugbista a 15 italiano nato in Argentina, in carriera tre quarti centro di Benetton, Clermont e La Rochelle ed internazionale per l'Italia dal 2003 al 2013.
È figlio di Alejandro Canale, allenatore di rugby italo-argentino.

## Biografia
Nato in Argentina da famiglia di origine italiana che si ritrasferì in patria quando questi era adolescente, Canale iniziò a praticare la disciplina del rugby seguendo le orme del padre Alejandro, ex rugbista e allenatore di rugby, e dei fratelli maggiori Leonardo e Alejandro Jr., anch'essi giocatori semiprofessionisti.
Iniziò a giocare a La Tablada, dove il padre era allenatore, rimanendovi fino all'età di 17 anni. Trasferitosi in Italia, terminò la formazione nel vivaio del Benetton ed iniziò la carriera professionistica nel 2001, quando esordì nella prima squadra del Benetton nel campionato Super 10. Nelle quattro stagioni lì disputate Canale vinse due titoli nazionali nel 2002-03 e nel 2003-04, segnando 25 mete.
Già Nazionale Under-19 e Under-21, nel 2003 fu convocato in Nazionale maggiore dal ct John Kirwan e fece parte della rosa che prese parte alla Coppa del Mondo di rugby 2003 in Australia; mentre, dal 2004 disputò tutte le edizioni del Sei Nazioni fino a quella del 2013.
Nel 2005 si trasferì in Francia, a Clermont-Ferrand, ingaggiato dal Clermont, club con il quale vinse subito la Challenge Cup alla sua prima stagione e giungendo in finale di campionato. Incluso da Pierre Berbizier nella lista dei convocati italiani alla Coppa del Mondo di rugby 2007 in Francia, Canale ivi disputò tre incontri di prima fase contro Romania, Portogallo e Scozia.
Con Clermont disputò altre tre finali di campionato consecutive, dal 2008 al 2010, vincendo quest'ultima e laureandosi campione di Francia. Nel 2011 fu selezionato da Nick Mallett nel gruppo dei giocatori che avrebbero preso parte alla Coppa del Mondo in Nuova Zelanda, disputando tutti e quattro gli incontri della fase a gironi.
Nel 2012, dopo sette anni a Clermont e 124 presenze totali con il club, si trasferì a giocare presso lo Stade rochelais nel campionato Pro D2. Nel 2015, dopo tre stagioni a La Rochelle, annunciò il ritiro dall'attività di giocatore in seguito ad un infortunio al ginocchio destro.

### Vita privata
Canale è sposato con l'ex calciatrice Eleonora Buiatti, conosciuta nel 2008 in Francia durante il Campionato europeo femminile Under-19 e dove si laureò campionessa d'Europa.
Insieme hanno un figlio di nome Thiago.

## Palmarès
- Challenge Cup: 1
Clermont: 2005-06
- Campionati francesi: 1
Clermont: 2009-10
- Campionati italiani: 2
Benetton Treviso: 2002-03, 2003-04

## Pubblicazioni
- L'ovale rimbalza male. Dal rugby alla vita nelle storie di tre campioni, Giunti, 2014, ISBN 978880979140-4.